# Avinguda del Tibidabo
L'avinguda del Tibidabo és un carrer del barri de Sant Gervasi - la Bonanova de Barcelona de 1.500 m de llargada, que comença a la plaça de John F. Kennedy fins a arribar a la del Doctor  Andreu, on es troba l'estació del funicular que puja al parc d'atraccions del Tibidabo. El 1931 li fou canviat el nom pel de Doctor Andreu, fins al 1978 que es restablí l'actual.

## Història

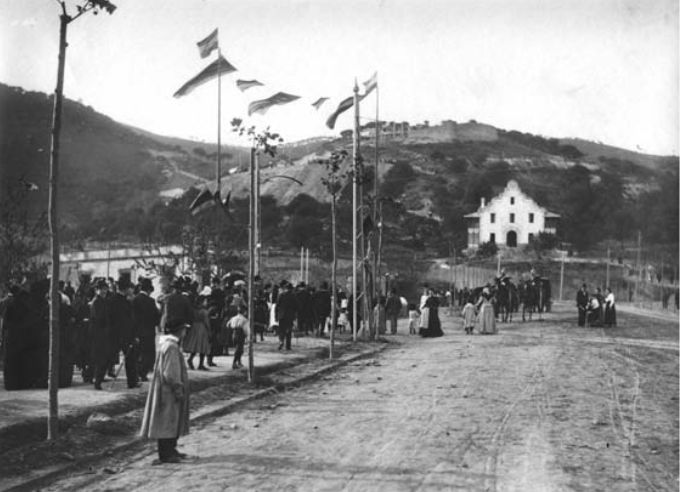
Inauguració de l'avinguda del Doctor Andreu, el 1901

Té els seus orígens en la finca del Frare Blanc, adquirida el 1899 per 250.000 pessetes a la família Parés i Cayol per la societat anònima El Tibidabo, de la qual eren accionistes Salvador Andreu, Ròmul Bosch i Alsina, Romà Macaya i altres membres de la burgesia barcelonina de l'època, que hi va impulsar la construcció d'una ciutat-jardí amb mansions a banda i banda d'una avingudia, projectades pels arquitectes Josep Puig i Cadafalch, Joan Rubió i Bellver, Enric Sagnier o Adolf Ruiz Casamitjana, on es podia gaudir de la tranquil·litat i aire pur per la seva proximitat amb la natura. Aquesta fou inaugurada el 1901, juntament amb el Tramvia Blau i el Funicular del Tibidabo.
El doctor Andreu va viure a la finca del número 17 fins que va esclatar la Guerra Civil i la casa es va convertir en l'ambaixada de la Unió Soviètica, que es va traslladar de Madrid a Barcelona per motius de seguretat. Al soterrani es va construir un búnquer on es podia arribar a viure i treballar fins a dues setmanes en cas de bombardejos. Un cop finalitzat el conflicte, la família Andreu hi va tornar. El 1911, el doctor Andreu va fer construir al número 18 de l'avinguda un auditori on el compositor i pianista Enric Granados interpretava les seves obres davant els representants més destacats de la burgesia. El 1936 es va convertir en la seu de La Voz de España, un dels primers i més importants estudis de doblatge de l'Estat.

## Edificis[2][7]
| Núm.                    | Nom                                                                      | Any       | Arquitecte                | Imatge |
| ----------------------- | ------------------------------------------------------------------------ | --------- | ------------------------- | ------ |
| 2 - 4                   | La Rotonda                                                               | 1906      | Adolf Ruiz i Casamitjana  |        |
| 9, 11 i 13              | Cases Josepa Orpí Almirall                                               | 1910      | Antoni Millàs i Figuerola |        |
| 17 - 19                 | Torre del Doctor Andreu Consolat URSS (1936-1939) Mutua Universal        | 1915-1918 | Enric Sagnier             |        |
| 18                      | Auditori Granados (1911-1916) La Voz de España (1936-2010)               | 1911      |                           |        |
| 21                      | Torre Salvador Andreu                                                    | 1916-1917 | Enric Sagnier             |        |
| 22                      | Escola Tirol                                                             | 1915      |                           |        |
| 23-25                   | Casa Bernat i Creus                                                      | 1906      | Josep Masdéu i Puigdemasa |        |
| 24 - 28                 | Casa Ignasi Coll (actual Col·legi Sil)                                   | 1921      | Enric Sagnier             |        |
| 27                      | Casa Bernat i Creus                                                      | 1905      | Josep Pérez Terraza       |        |
| 30                      | Torre noucentista (actual Residència del Col·legi Sil)                   | 1913-1915 | Josep Pujol i Brull       |        |
| 31                      | Casa Roviralta o Frare Blanc                                             | 1913      | Joan Rubió i Bellver      |        |
| 33                      | Torre unifamilar                                                         | 1920      | Nicolau Rubió i Tudurí    |        |
| 32                      | Casa Alfons Macaya Palauet Aldaya a L'ombra del vent (Carlos Ruiz Zafón) | 1918      | Enric Sagnier             |        |
| 34                      | Casa Carme Andreu Consolat General de la Xina                            | c.1920    |                           |        |
| 35                      | Casa Fornells                                                            | 1904      | Joan Rubió i Bellver      |        |
| 36                      | Torre Salvador Andreu                                                    | 1915-1918 | Enric Sagnier             |        |
| 39 - 43                 | Palauet (Rectorat de la UOC)                                             | c.1920    |                           |        |
| 44 - 46                 | Cases Francesc Sert i Eusebio López                                      | 1905-1906 | Enric Sagnier             |        |
| 48                      | Casa Muntadas                                                            | 1901      | Josep Puig i Cadafalch    |        |
| 56                      | Casa Casacuberta                                                         | 1907      | Joan Rubió i Bellver      |        |
| 1 - 31 (c/Manuel Arnús) | Casa Manuel Arnús o El Pinar                                             | 1903      | Enric Sagnier             |        |